# Gaio Chiocchio
Gaio Chiocchio (Rio de Janeiro, 25 maggio 1954 – Roma, 28 luglio 1996) è stato un compositore e cantautore italiano.

## Biografia

### Inizi
La sua famiglia è di origine piemontese; il nonno, Domenico Chiocchio, è un musicista, ed i suoi fratelli, Umberto e Oscar, entrambi compositori, sono rispettivamente un pianista e un violinista (in particolare Umberto raggiunge una certa notorietà, anche come direttore d'orchestra).
Nato a Rio de Janeiro, in Brasile, torna in Italia con la famiglia e si trasferisce a Roma, dove impara a suonare molti strumenti (Organo, chitarra, sitar, mandolino); nel frattempo consegue il diploma di guida turistica.
Nel 1973 conosce Arturo Stalteri, con cui forma il gruppo di rock progressivo Pierrot Lunaire.
A fine anni '70 contribuisce a scrivere anche alcune canzoni per il gruppo dei Lolliman, un gruppo di tre artisti provenienti da Fano che giunse a vincere anche Centocittà, un festival della zona di Pesaro.
Parallelamente all'attività con il gruppo, inizia a produrre altri artisti, come  Nicoletta Bauce (presentatagli da Edoardo De Angelis, che la scopre); suona inoltre in alcuni dischi di altri musicisti, come Tu ti nni futti! della cantante Emma Muzzi Loffredo o Amarsi di Stani Labonia.

### Il periodo da cantautore
Terminata l'esperienza con i Pierrot Lunaire, si dedica a quella di cantautore, firmando un contratto con la Una sors coniunxit di Vincenzo Micocci per cui pubblica un Q disc ed un 45 giri, diventando al tempo stesso il direttore artistico dell'etichetta e lanciando, in tale veste, Goran Kuzminac.
Grazie a Micocci conosce Amedeo Minghi, con cui nasce un sodalizio artistico scrivendo i testi dei successi del cantautore di quel periodo, tra cui la celeberrima 1950 (che partecipa al Festival di Sanremo 1983 classificandosi all'ultimo posto), Quando l'estate verrà, Cuore di pace. 
Si dedica anche alla scrittura di colonne sonore, componendo nel 1983 quella del film Questo e quello, di Sergio Corbucci.
Nel 1985 con Minghi scrive Firenze, piccoli particolari, che viene presentata da Laura Landi al Festival di Sanremo 1985; l'anno successivo ritorna nuovamente al Festival come autore, con Mario Castelnuovo, di L'uomo di ieri, con cui debutta Paola Turci; sempre per la Turci scrive nel 1987 Primo tango, con cui la cantante ritorna a Sanremo, e Sarò bellissima, ancora in gara al  Festival l'anno successivo.
Sempre nel 1988 traduce Luka di Suzanne Vega, incisa dalla Turci, e nel 1989 scopre e produce Marco Conidi. 
Nel 1993 scrive con Paola Turci Stato di calma apparente, con cui la cantante torna a Sanremo. Rilevanti anche le sue numerose collaborazioni con Riccardo Cocciante. 
Muore per un collasso cardiaco nel 1996.
Mario Castelnuovo gli ha dedicato la canzone L'acchiappabicchieri, contenuta nell'album Buongiorno del 2000 (nell'interno di copertina è scritto "L'Acchiappabicchieri è dedicata a Gaio Chiocchio, poeta, musicista, amico, scomparso nel 1996").

## Discografia

### Discografia da solista
EP
- 1980 - Londra (Una sors coniunxit, ZPGU 33409)

Singoli
- 1982 - Piccolo fuso/Transfert (Una sors coniunxit, ZBU 7240)